# Историко-мемориальный музей М. В. Ломоносова
Историко-мемориальный музей М. В. Ломоносова — учреждение культуры в Архангельской области. Расположен в селе Ломоносово (Архангельская область) на острове Куростров. Объект культурного наследия
Со времени создания музей, находящийся в здании, построенном на месте бывшей усадьбы Ломоносовых, занимается научно-просветительской деятельностью, осуществляет комплексное хранение, изучение и популяризацию памятников истории, материальной и духовной культуры о жизни и работе великого русского учёного Михаила Васильевича Ломоносова (1711—1765).

## История

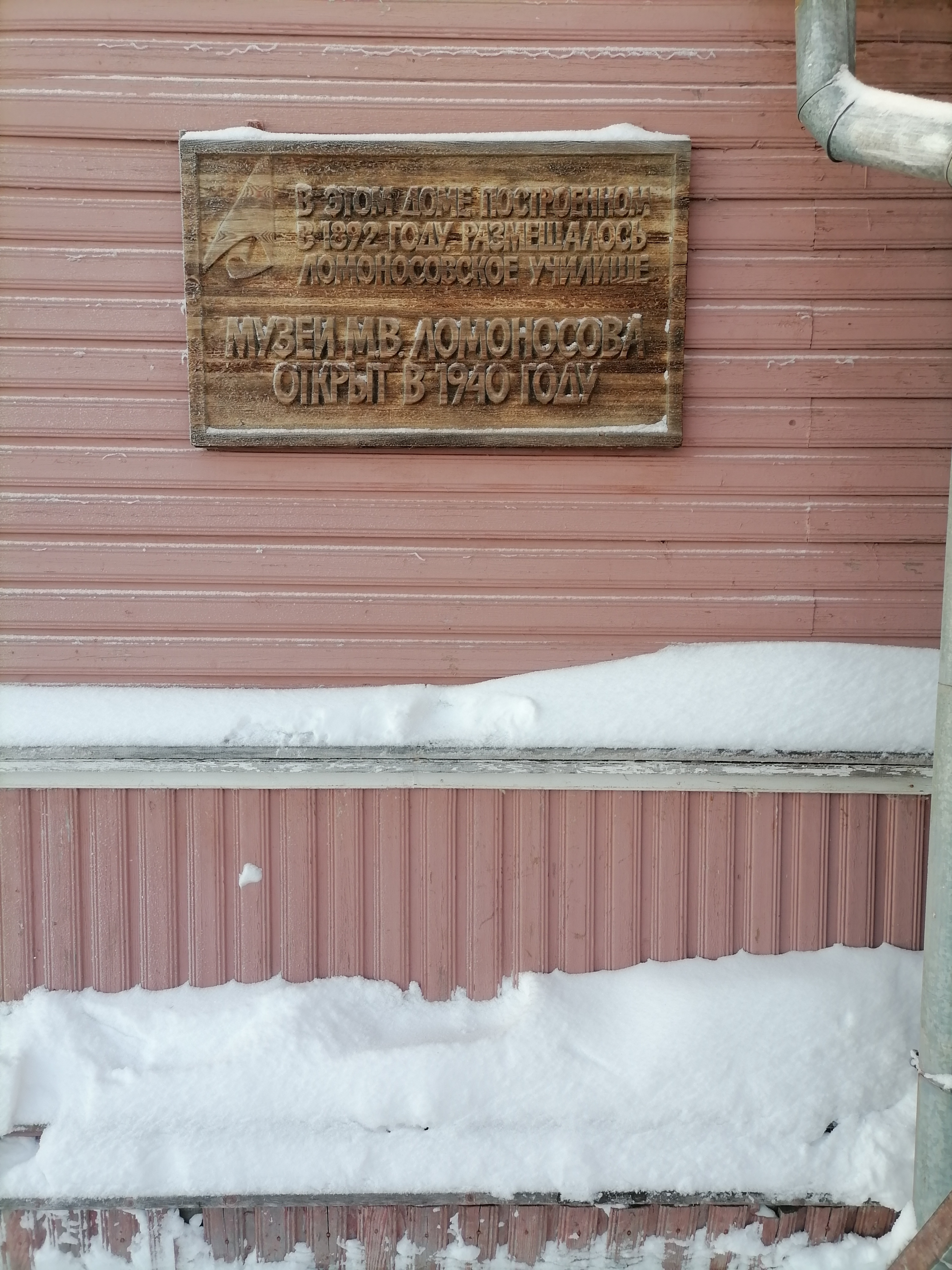
Мемориальная доска на здании музея

Вопрос об открытии музея на родине М. В. Ломоносова впервые был поднят к 100-летию со дня его смерти (1865). Однако тогда руководством губернии было решено ограничиться установкой памятника (проект А. Г. Тышинского) и открыть школу. Одноклассное училище было открыто в сентябре 1868 года.
В 1870 году Ломоносово (тогда — Денисовку) посетил великий князь Алексей Александрович, пожаловавший денег на новое здание для школы на месте избы Ломоносовых. Свои деньги на школу внесло и Куростровское сельское общество. На следующий год в село по реке переправили пустовавшее к тому времени здание бывшего хозяйственного-ремесленного женского училища из села Емецк Холмогорского уезда, в сентябре его освятили и открыли Ломоносовское училище. В 1885 году училище посетил великий князь Владимир Александрович, особое внимание уделивший промыслу резьбы по кости и высказавшему пожелание организовать отдельный класс обучения этому ремеслу, что и было осуществлено в том же году.
Двадцать лет спустя открытия, в 1892 году, рядом с обветшавшем зданием училища на деньги Александровского губернского статистического комитета было выстроено новое, а старое здание использовалось как библиотека, столярные мастерские, женский класс рукоделия, столовая, сельский клуб.
Историко-мемориальный музей как филиал Архангельского областного краеведческого музея был открыт в Ломоносово в 1940 году. В январе 1941 года он стал самостоятельным музеем, его возглавил A. M. Богданов. В первой экспозиции было шесть разделов, в числе экспонатов были представлены 130 фотографий из коллекции областного краеведческого музея, бюст и портрет М. В. Ломоносова, дубовая шкатулка, одежда — «коротенька» и шёлковый шугай, медали, монеты.
В годы Великой Отечественной войны экспозиция музея была свёрнута, А. М. Богданов призван в армию, в 1942 году здании устроен госпиталь и клуб для военнослужащих. Возобновил свою работу музей в октябре 1945 года, его возглавила Н. Ф. Сидорова. Коллекция музея пополнилась фотоматериалами из Московского литературного музея, фотоработами В. А. Перевалова «Ломоносов и Арктика», несколькими десятками работ местных мастеров — резчиков по кости.
5 ноября 2004 года при объединении трёх музеев, находящихся на территории Холмогорского района (к историко-мемориальному музею М. В. Ломоносова присоединены два филиала: Холмогорский краеведческий музей и Емецкий краеведческий музей), было организовано Муниципальное учреждение культуры «Историко-мемориальный музей М. В. Ломоносова».
Экспозиция несколько раз (в том числе в 1961 году под руководством нового директора Т. А. Антипиной) менялась полностью, введены новые материалы и экспонаты, применено новое музейное оборудование, технические средства.
Здание музея, построенное в 1892 году, окружено тремя пристройками, открытие которых было приурочено к юбилейным датам М. В. Ломоносов (2001, 2011). К 290-летию учёного был открыт выставочный зал, где разместились две постоянные выставки — «Холмогорская резная кость» и «Картины северных художников». К 300-летию Михаила Васильевича открылся ещё один зал для временных выставок и конференц-зал, где проводятся мероприятия, посвящённые М. В. Ломоносову, и созданы все условия для желающих самостоятельно изучать жизнь и научное наследие великого русского учёного. В этом же помещении разместились музейные фонды и библиотека. 
На территории усадьбы Ломоносовых проведено благоустройство: расширен пруд отца Михаила Васильевича — Василия Дорофеевича, укреплены камнем берега, высажены новые насаждения, для отдыха посетителей на территории имеется беседка.
В 1980-е и начале 1990-х годов музей принимал за год до 35 000 посетителей. В годы перестройки его посещаемость резко снизилась, но сейчас число посетителей медленно растет. На 2017 год музей посетило около 700 тысяч человек, для них проведено более 18 тысяч экскурсий. Ежегодно, в дни проведения Ломоносовских чтений и дни памяти учёного, на его родину приезжает много гостей. В 2008 году музей посетила делегация Московского координационного совета региональных землячеств, в 2009-м побывали преподаватели и сотрудники МГУ им. Ломоносова. Москвичи взяли шефство над музеем. Впервые в музее состоялось выездное заседание коллегии по культуре администрации Архангельской области и областного краеведческого музея на тему «Перспективы развития муниципального учреждения культуры».
Коллектив музея ведёт работу по сохранению накопленного за многие годы и обязательно пополняет фонды музея, пропагандирует жизнь и научную деятельность Михаила Васильевича Ломоносова. Огромную роль в деятельности музея сыграл коллектив, который в разные годы возглавляли А. М. Богданов, Н. Ф. Сидорова, Т. А. Антипина, Ф. И. Заварзин, Р. А. Фалева, Л. Н. Ватлина, А. А. Короткий.
С 2010 по 2015 год музеем руководила А. В. Фалилеева.

## Экспозиции

### Зал № 1 — родина Ломоносова
Родился Ломоносов на острове Куростров, первое упоминание о котором относится к 1397 году — он упомянут в грамоте Великого московского князя Василия I Дмитриевича. В XVIII веке остров был плотно заселён (41 деревня, 229 дворов, 763 человека) Отец Ломоносова, Василий Дорофеевич (1648—1727), был черносошным крестьянином, мать, Елена Ивановна (1690—1719, Михаил рано осиротел) — дочерью дьякона, семья жила в достатке. Сын Михаил был первенцем. Отчий дом до настоящего времени не сохранился, уже в 1791 году приехавший в эти места Пётр Иванович Челищев положение усадьбы Ломоносовых определял лишь по сохранившемуся пруду. Хозяйничали здесь уже другие люди. На личные средства на берегу Курополки Челищев установил деревянный памятник великому учёному (в 1847 году В. Верещагин этот памятник уже не обнаружил). В экспозиции представлена картина А. Я. Румянцева «Быт поморской семьи» (1940-е), большая коллекция собранных на Курострове предметов крестьянского быта (бочки, кадушки, деревянная и глиняная посуда, берестовые туеса), инструмент шорников, кожевников, смолокуров, столяров и плотников.

### Зал № 2 — родина Ломоносова
Василий Дорофеевич Ломоносов имел в собственности судно, на котором он, как и другие поморы, ежегодно выходил на промысел тюленя, моржа, кита в Белое и Баренцево моря в район губы Вайда, Кеккуры, Трящина, на Шпицберген и Новую Землю, иногда проводя в море всё время с мая по октябрь.
В экспозиции музея представлена уникальная купель XVIII века, по преданию в ней крестили Михаила Ломоносова. Единственный свидетель жизни Ломоносова на острове — церковь Димитрия Солунского, в 1738 году перестроенная в камне из сгоревшей в 1718 году деревянной, Василий Ломоносов пожертвовал на эту церковь 18 рублей.
Одежда сельскими жителями того времени изготавливалась самостоятельно, в каждом доме имелся ткацкий станок, экземпляр станка представлен в экспозиции. Для украшения женских нарядов в большой чести был местный морской и речной жемчуг. Развитие в Холмогорах получило кузнечное дело и металлообработка.
Скотоводство было представлено высокопродуктивной холмогорской породой.

### Зал № 3 — Путь в науку
Архангельск до основания Петербурга был главным торговым портом Руси. Семья Ломоносовых активно участвовала в торговой деятельности, подряжаясь на перевозку грузов на большие расстояния. В экспозиции музея представлены копии документов о торговых операциях Ломоносова-старшего. По указу Петра I поморам предписывалось строить свои суда по европейским образцам, первым на Курострове «новоманерный» корабль — гукор «Михаил Архангел» построил Василий Дорофеевич. В экспозиции представлены макеты, чертежи и рисунки различных судов, макет промысловой лодки (шняки).
В экспозиции представлены кресло и напольные часы английской работы (1755) из дома архангельских судостроителей братьев Бажениных.
С 9 лет Михаил выходил с отцом в море. Рассказы отца о погоде, ветрах, особенностях морских течений, правилах мореходства возбудили у мальчика интерес к познанию окружающего мира. Первыми учителями для него стали местный дьяк Семён Никитич Сабельников и сосед Иван Шубный, отец великого русского скульптора Федота Шубина. В детстве Михаил познакомился с грамматикой Мелентия Смотрицкого и арифметикой Леонтия Магницкого и глубоко изучил их, наизусть выучил стихи Симеона Полоцкого по книге «Псалтырь Рифмотворная». Помощь в получении книг оказывал дядя Михаила, Иван Дорофеевич, служивших писцом в Антониево-Сийском монастыре. Эти книги Ломоносов называл «вратами своей учёности».
Непростому решению — покинуть родные места — способствовала начавшаяся вражда Михаила с мачехой, Ириной Семёновной Корельской, настраивающей против сына Ломоносова-старшего. 7 декабря 1730 года Михаил был отпущен местными властями в Москву. Заняв денег у соседа, заложив и заимствованную одежду, Ломоносов с рыбным обозом покинул Холмогоры.

### Зал № 4 — Ломоносов-учёный
Ломоносов, после обучения за границей, возвратился в Петербург 8 июня 1741 года. На следующий год, 1742, получает назначение адъюнктом «физического класса», в 1745 — профессором химии. В октябре 1748 года здание первой в России химической лаборатории, создаваемой по проекту Ломоносова и одобренное императрицей Елизаветой Петровной, было построено. Ломоносов ведёт исследования по химии и физике, разрабатывает методику для исследования образцов соли, анализа руды, технологии производства мозаики из стекла и смальты, варки оптического стекла, изготовления красок и т. д. Здесь он преподаёт. Макет физического кабинета Ломоносова, выполненные им перевод учебника «Вольфианская физика» и виды северных сияний над Петербургом на медных пластинках, линогравюра Н. Г. Наговицына «Трагический опыт» представлены в экспозиции.

### Зал № 5 — Ломоносов-просветитель, художник и поэт
Разрабатывая основы производства цветного стекла Ломоносов провёл более 4 000 опытов, упорная работа в течение трёх лет «оградясь философскою терпеливостью» позволила открыть способы получения смальты глубоких и сочных тонов любого цвета. Популяризируя это искусство он пишет поэтическое «Письмо о пользе стекла». До наших дней дошло 23 из 40 созданных им мозаичных картин, самая большая из них «Полтавская баталия». Как просветитель Ломоносов приложил огромные усилия к развитию, защите и сохранению в чистоте, распространению русского языка; боролся против засилья иностранных языков в Петербургской академии наук, проводил родной язык в жизнь как язык науки. Им созданы «Краткое руководство к красноречию» (1748) и «Российская грамматика» (1755). Он выступил и как драматург — его трагедии «Тамира и Селим», «Демофонт» были поставлены на театральной сцене. В экспозиции представлены портреты литературных адресатов Ломоносова — В. К. Тредиаковского и А. П. Сумарокова.
Величайшей заслугой Ломоносова является открытие в 1755 году Московского университета

### Зал № 6 — Зал памяти
Составителем родословной Ломоносова выступил его праправнук князь Михаил Сергеевич Волконский (1832—1909). Генеалогическая схема «Род М. В. Ломоносова и его потомки» представлена в экспозиции»
В 1867 году правительством Российской империи была учреждена и по 1918 год вручалась Ломоносовская премия «за особенно важные изобретения и открытия, сделанные в России в области промышленности и технических наук, и за лучшие сочинения». Первыми лауреатами стали А. В. Горский и К. И. Невоструев за рукопись нового тома «Описания славянских рукописей Московской синодальной библиотеки», составлявшего продолжение первых четырёх томов этого труда, выходивших в свет с 1855 по 1862 годы.
С 1940 года по инициативе С. И. Вавилова стали издаваться ломоносовские сборники, ряд их представлен в экспозиции. С 1944 года в Московском университете проводятся Ломоносовские чтения. С 1969 года областные и районные Ломоносовские чтения проводятся в Архангельске и на родине учёного на базе его музея.

### Зал № 7 — Зал памяти Ф. И. Шубина
Известным земляком Ломоносова был русский скульптор Федот Шубин (1740—1805). По преданию отец Шубина обучал грамоте Михаила Васильевича, а дядя снабдил деньгами на дорогу в Москву. Вероятно, и Ломоносов впоследствии смог помочь Федоту в его жизни и работе, поспособствовав в получении образования и должности. В 1793 году Шубин создаст скульптурный портрет Ломоносова, отличающийся реалистичностью, без парика, подчеркнув открытый большой лоб и пристальный взгляд учёного.
Зал Шубина был открыт к 290-летию со дня рождения М. В. Ломоносова. В зале представлена холмогорская резная кость, выставляются картины северных художников, в коллекции музея более 250 произведений.

## Собрание музея
Основной фонд музея составляет 4859 единиц хранения, научно-вспомогательный — 5003 ед., книжный фонд библиотеки — 3038 ед.
Многие экспонаты прошли реставрацию благодаря программам «Культура Русского Севера» и «Родина Ломоносова». За 2008—2009 годы отреставрировано 32 предмета, ещё 9 находятся на реставрации. Картина «Быт крестьянской семьи 18 века» художника А. Я. Румянцева (в книге поступлений она числится под номером один и является доминирующим предметом в экспозиции музея) вернулась из реставрационных мастерских им. Грабаря. Корпус уникальных часов 1755 г., мебель XVIII—XIX веков, предметы домашней утвари, головные уборы, книга и художественные картины — все эти предметы прошли через руки реставраторов. Макет химической лаборатории Ломоносова, обожаемый самыми маленькими посетителями музея, тоже преобразился.
На сайте музея размещена электронная библиотека, в которой можно ознакомиться с полным собранием сочинений М. В. Ломоносова, а также с разнообразными исследованиями и материалами, посвящёнными биографии наследию великого учёного, а также эпохе, в которую он жил.
Музей Ломоносова имеет свои награды — почётные грамоты, дипломы. В 2005 году музей стал лауреатом премии им. М. В. Ломоносова администрации Холмогорского района. А лучшей наградой для коллектива музея является прекрасные отзывы посетителей.

## Галерея

В залах музея. 2023
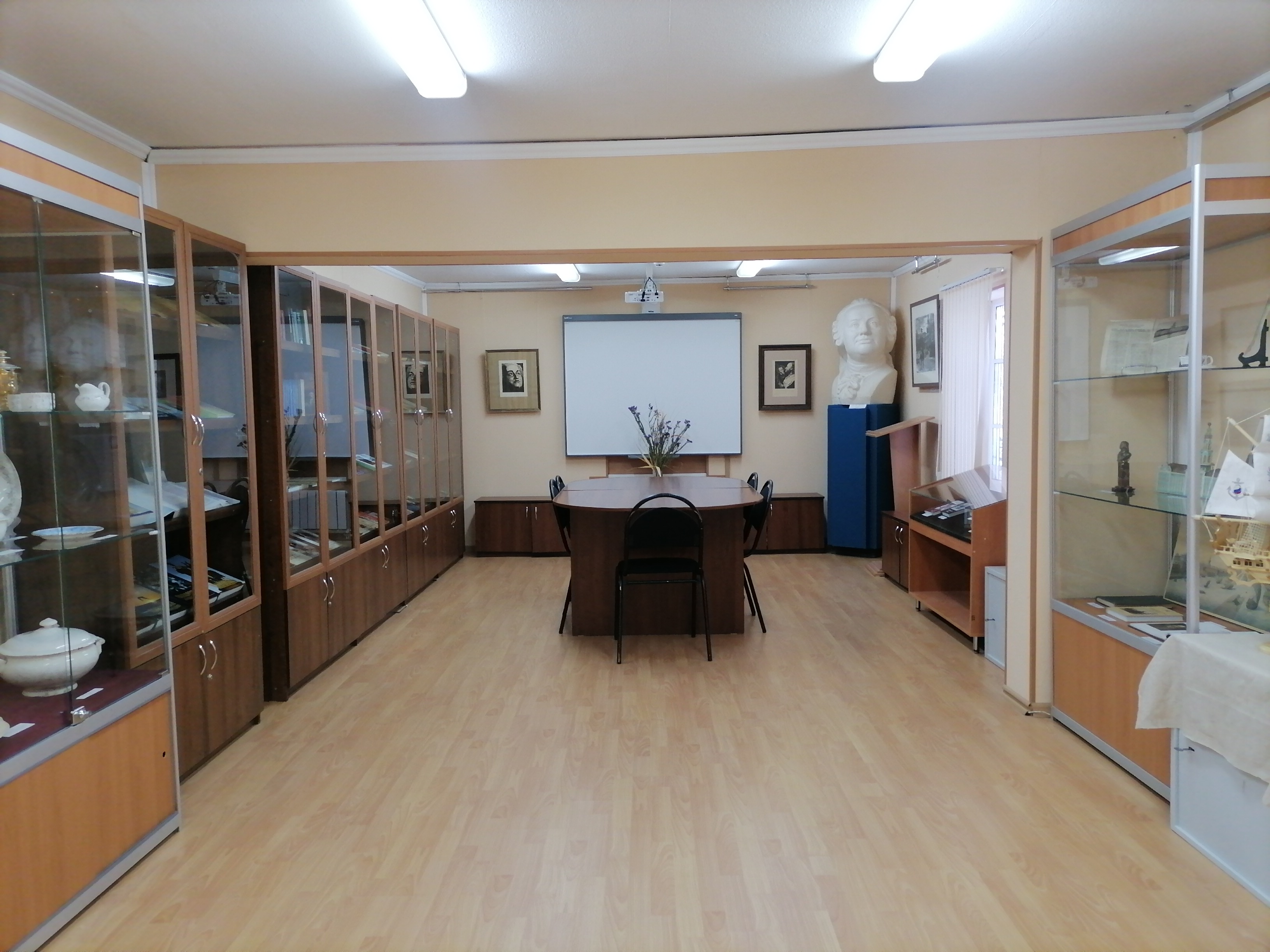
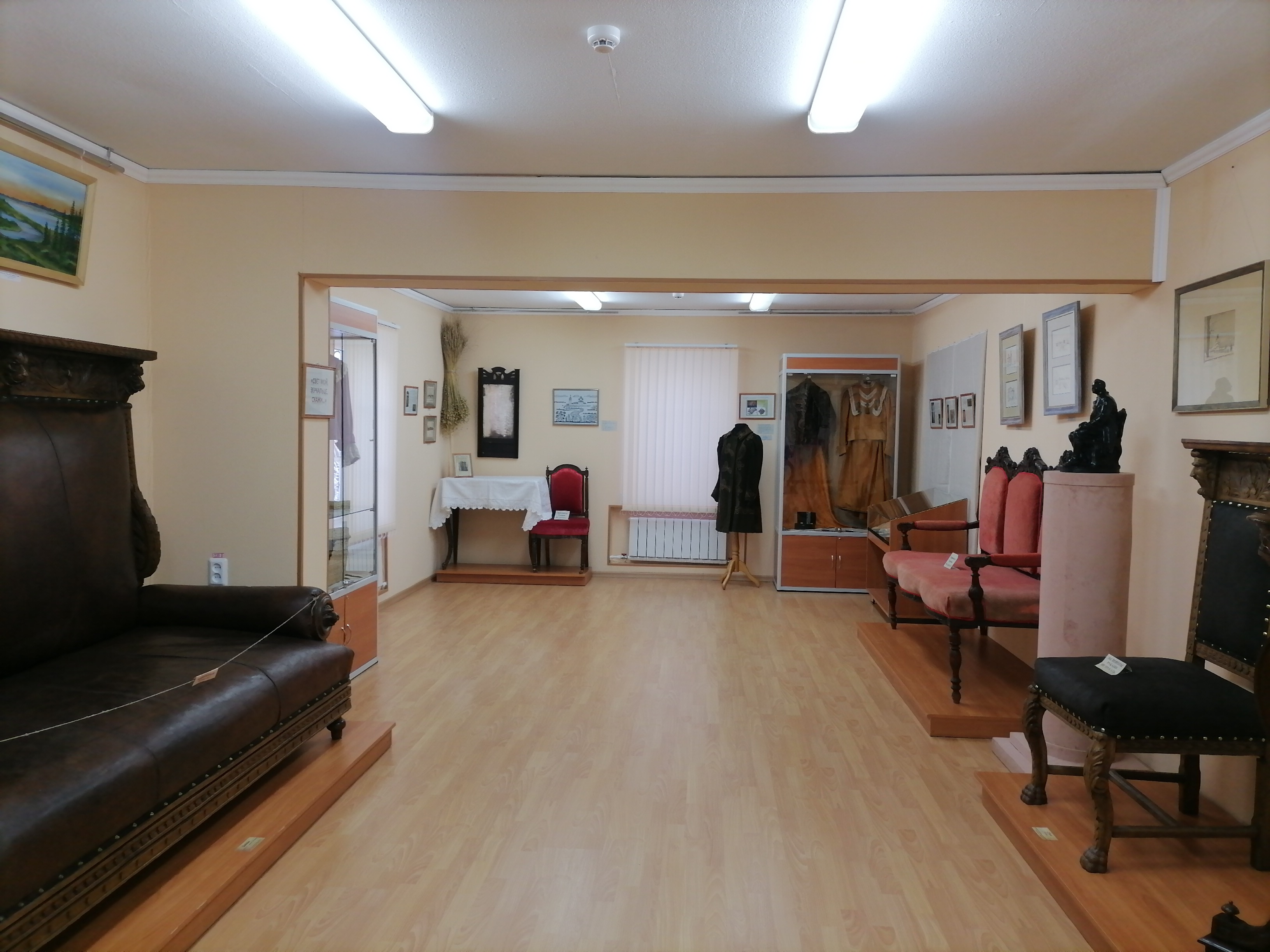
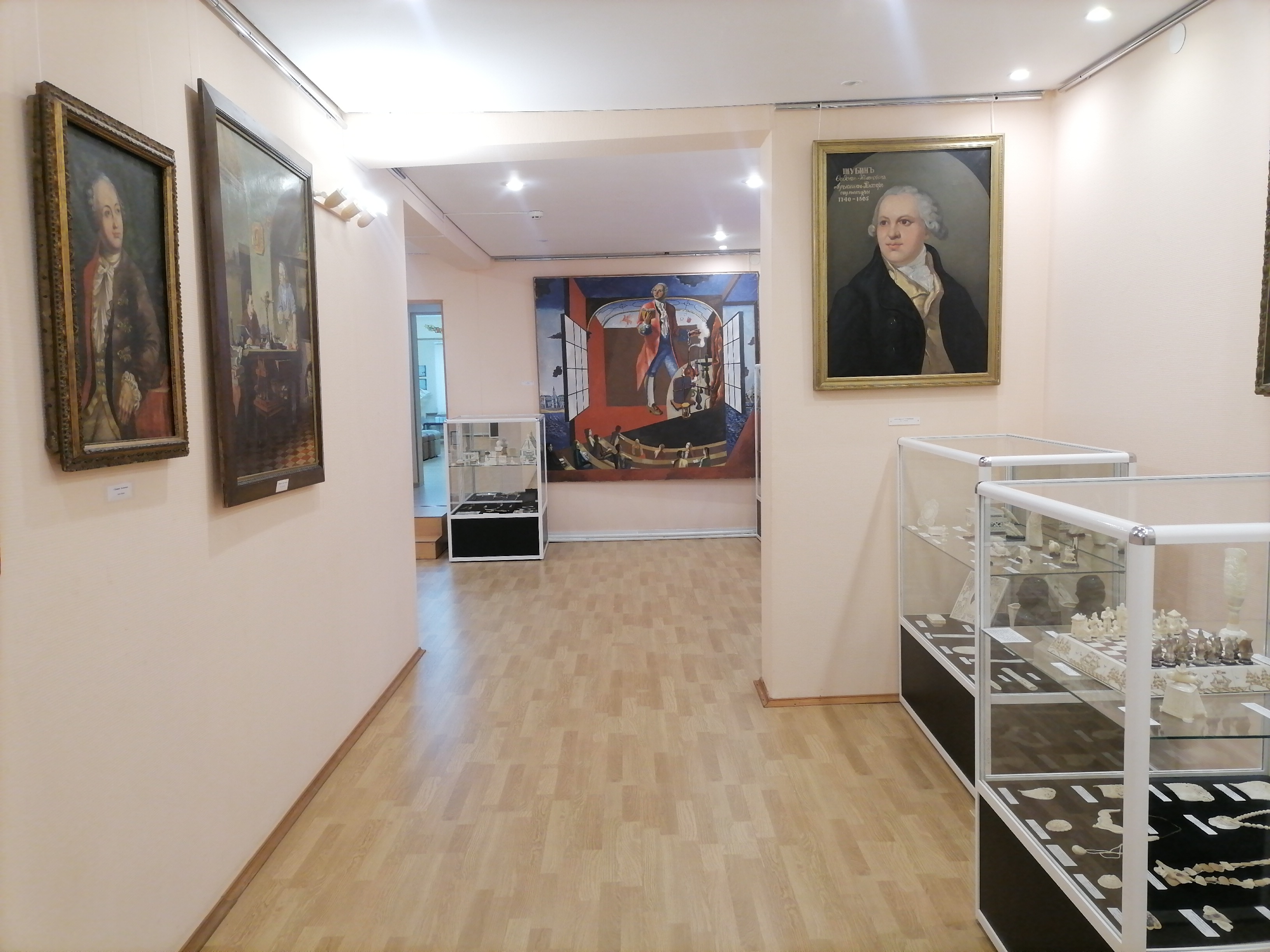
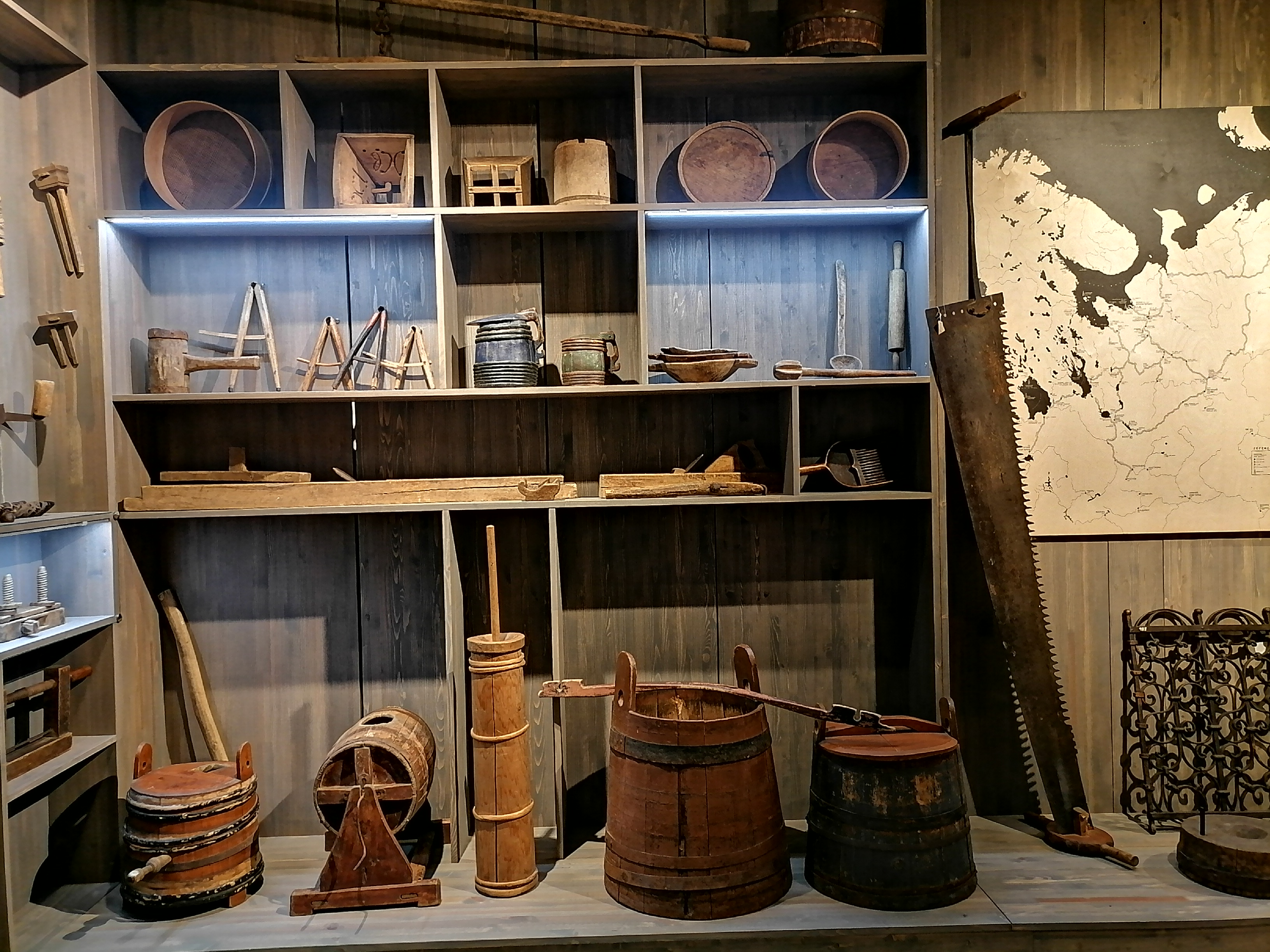
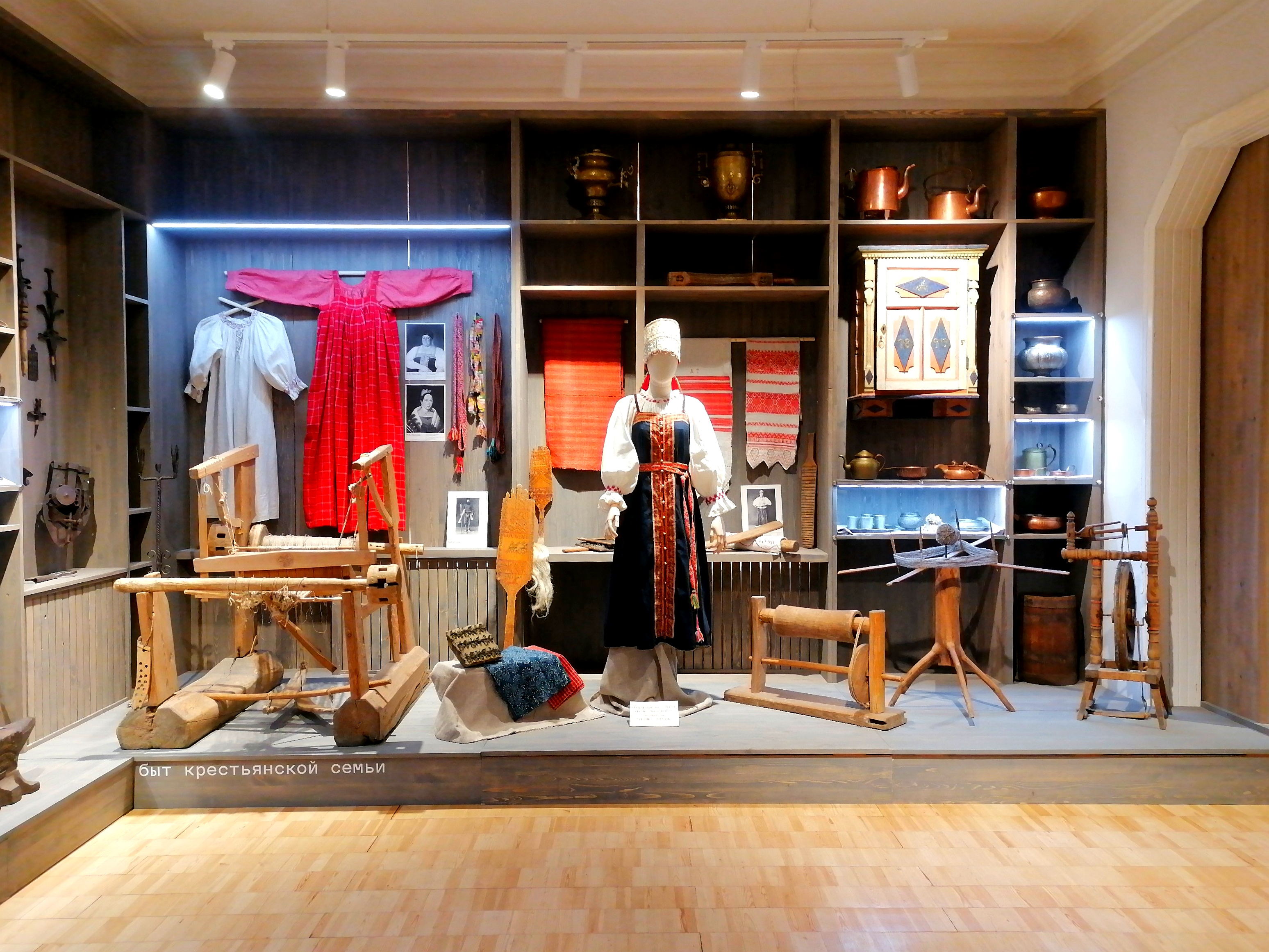